# 脱栾
脱栾，又作脱伦、脱仑、脱忽阑等，晃豁坛氏，蒙古将领。蒙力克长子。
脱栾于十三翼之战后跟随父亲归顺成吉思汗。1204年任扯儿必，随从击败乃蛮部。1206年蒙古帝国成立后被封为千户长（蒙古第12位开国功臣）。1213年与成吉思汗之弟合撒儿等率左翼军攻取金朝的蓟州、平州、滦州及辽西各州。后又奉命率军攻克了真定、大名，直抵东平。1219年跟随成吉思汗西征，屡立战功。后从征西夏，1227年成吉思汗逝世后遵其遗旨杀死西夏国主李睍。不久去世。
脱栾有子伯八。

## 延伸阅读
[在维基数据编辑]
 《新元史/卷125》，出自柯劭忞《新元史》